# آدم بن أحمد بن أسد
آدم بن أحمد بن أسد ( - 25 شوال 536 هـ)، وهو أبو سعد النحوي اللغوي. حاذق مناظر، ذكره الحافظ أبو سعد السمعاني فقال: 

قال ياقوت في معجم الأدباء: 